# شکری قوتلی
شُکری قُوَّتلی (۲۱ اکتبر ۱۸۹۱ – ۳۰ ژوئن ۱۹۶۷) سیاستمدار سوری که پشتیبان رهایی سوریه از حاکمیت فرانسه بود. رئیس‌جمهور سوریه بار نخست در دورهٔ ۱۹۴۳ – ۱۹۴۹ و سپس در سال‌های ۱۹۵۵ – ۱۹۵۸ برگزیده شد. از ریاست‌جمهوری در ۱۹۵۸، به‌هنگام وحدت سوریه و مصر برکنار شد. سال‌های پایانی زندگی‌اش را در بیروت سپری کرد و آنجا درگذشت.
سه مرتبه به اعدام محکوم شد که هر سه بار نجات یافت.
از مهم‌ترین منادیان وحدت عربی در عصر جدید است. او در انجمن ادبی عربی عضو بود. از سردمداران آزادیخواهان عربی و رهبران جنبش‌های ضد استعماری بود.

## زندگی‌نامه
شکری از یک خانواده بازرگان بود که از تجارت با عربستان ثروتمند شدند و در قرن هجدهم از بغداد به دمشق نقل مکان کردند. این خانواده خود را در منطقه الشغور در دمشق مستقر کرد و برخی از ثروت خانواده در خرید زمین‌های بزرگ در مزارع غوطه وری اطراف دمشق تا سال ۱۸۶۰ سرمایه‌گذاری شد.